# Rachid Azzedine
Rachid Azzedine (* 24. September 1982 in Paris, Frankreich) ist ein französischer Profiboxer im Leichtgewicht und Teilnehmer an den Olympischen Spielen 2012.

## Amateurkarriere
Der rund 1,72 m große Linksausleger trainierte im Ring Olympique de Torcy. 2008 wurde er mit einem Finalsieg gegen Romain Jacob Französischer Meister, gewann nach einer Halbfinal-Niederlage gegen Miklós Varga eine Bronzemedaille bei den EU-Meisterschaften in Władysławowo und schied bei den Europameisterschaften 2008 in Liverpool im Viertelfinale gegen Leonid Kostylew aus.
Bei den Europameisterschaften 2010 in Moskau unterlag er im Achtelfinale gegen Albert Selimow. 2010/11 boxte er für das französische Team Paris United in der World Series of Boxing und blieb in acht Kämpfen ungeschlagen, wodurch er sich für die Olympischen Spiele 2012 in London qualifizierte. Bei Olympia schied er in der Vorrunde knapp gegen José Ramírez aus.
Er gewann darüber hinaus das Turnier Box-Am 2006 und 2008 in Spanien, das Tammer-Turnier 2008 und 2010 in Finnland, sowie das Turnier Beogradski Pobednik 2012 in Serbien.

## Profikarriere
Sein Profidebüt gewann er am 7. Dezember 2019 einstimmig nach Punkten gegen Alain Sangue.